# Röddensen
Röddensen is een dorpje in de Duitse gemeente Lehrte, deelstaat Nedersaksen, en telt 238 inwoners (31-12-2016).
De inwoners van het weinig belangrijke plaatsje leven van de landbouw of van enig plaatselijk midden- en kleinbedrijf, terwijl enkelen forensen met een werkkring in de stad Hannover zijn. Röddensen ligt kort ten noorden van Aligse.

## Galerij

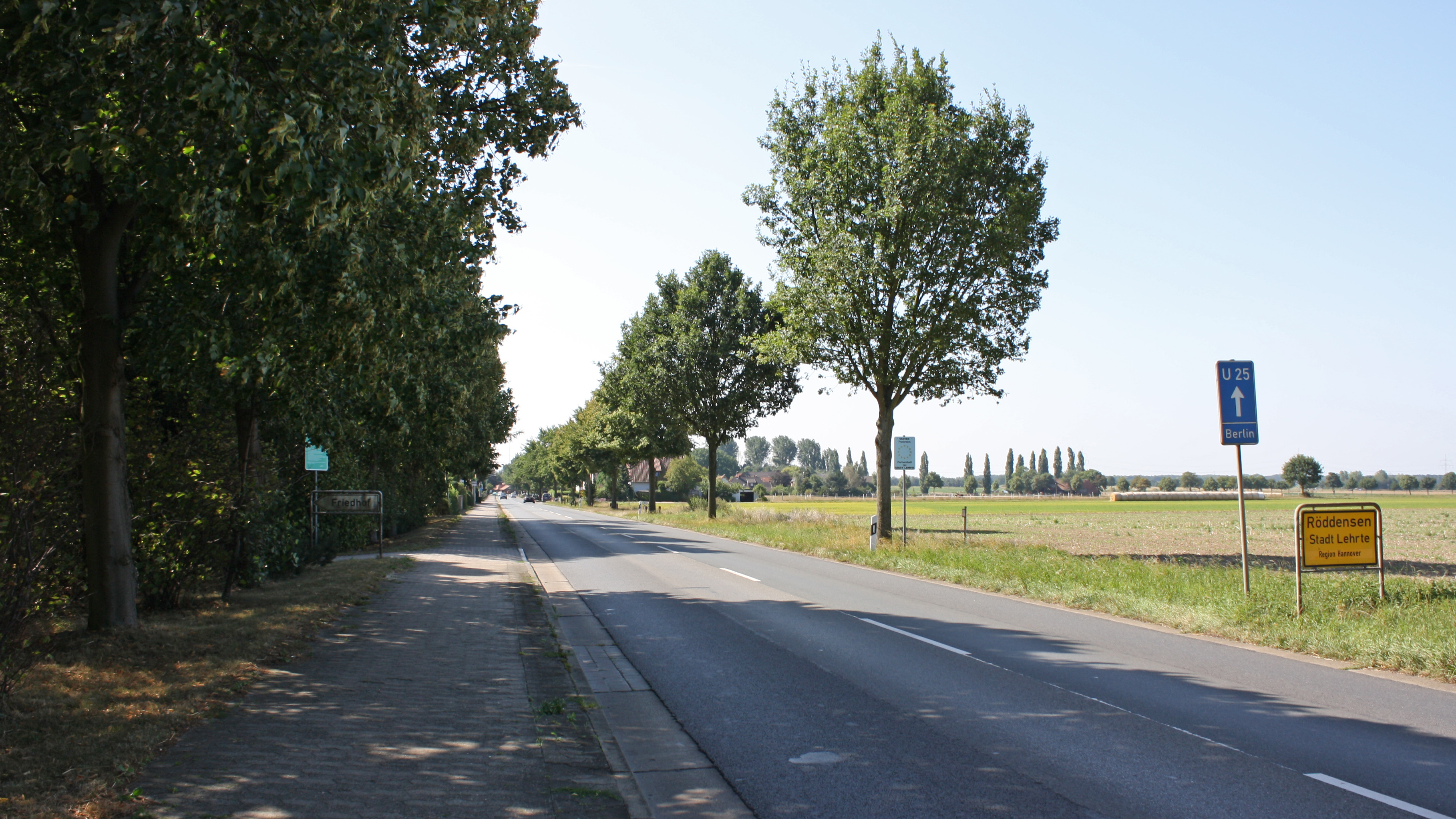
De noordelijke dorpsrand

Zie verder onder Lehrte.